# Dasychira acronycta
Dasychira acronycta är en fjärilsart som beskrevs av Charles Oberthür 1880. Dasychira acronycta ingår i släktet Dasychira och familjen tofsspinnare. Inga underarter finns listade i Catalogue of Life.